# Horstrissea dolinicola
Horstrissea dolinicola es una especie de plantas de la familia Apiaceae, y el único representante del género Horstrissea. Es endémica de la isla de Creta, donde crece a una altitud alrededor de 1500 m s. n. m. en el Monte Ida. Está amenazada por la pérdida de su hábitat.

## Taxonomía
Horstrissea dolinicola fue descrita por  Greuter, Gerstb. & Egli y publicado en Willdenowia 19: 389–399. 1990.